# Ralph Faudree
Ralph Jasper Faudree (23 août 1939 - 13 janvier 2015) est un mathématicien, professeur de mathématiques et ancien Provost de l'université de Memphis.

## Biographie
Faudree est né à Durant en Oklahoma. Il fait ses études de premier cycle à l'Université baptiste de l'Oklahoma, sortant diplômé en 1961, et reçoit son doctorat en 1964 de l'université Purdue sous la supervision d'Eugene Schenkman,,,. Faudree a été enseignant à l'université de Californie à Berkeley et professeur adjoint à l'université de l'Illinois avant de rejoindre la Memphis State University en tant que professeur associé en 1971. Memphis State est renommée « université de Memphis » en 1994 et Faudree est nommé provost en 2001,,.
Faudree est spécialiste de combinatoire, plus particulièrement en théorie des graphes et en théorie de Ramsey. Il a publié plus de 200 articles mathématiques sur ces sujets avec des mathématiciens notables tels que Béla Bollobás, Stefan Burr (en), Paul Erdős, Ron Gould, András Gyárfás (en), Brendan McKay, Cecil C. Rousseau, Richard Schelp (en), Miklós Simonovits, Joel Spencer ou Vera Sós.
Il reçoit en 2005 la médaille Euler pour ses contributions en combinatoire. Son nombre d'Erdős est 1 : il a coécrit cinquante articles avec Paul Erdős à partir de 1976 et il fait partie des trois mathématiciens ayant le plus d'articles coécrits avec Erdős.

## Publications
- (en) « Subgroups of the multiplicative group of a division ring », Trans. Amer. Math. Soc., vol. 124,‎ 1966, p. 41–48 (DOI 10.1090/s0002-9947-1966-0201508-9, MR 0201508)
- (en) « Embedding theorems for ascending nilpotent groups », Proc. Amer. Math. Soc., vol. 18,‎ 1967, p. 148–154 (DOI 10.1090/s0002-9939-1967-0206105-3, MR 0206105)
- (en) « A note on the automorphism group of a p-group », Proc. Amer. Math. Soc., vol. 19,‎ 1968, p. 1379–1382 (DOI 10.1090/s0002-9939-1968-0248224-2, MR 0248224)
- (en) « Locally finite and solvable groups of sfields », Proc. Amer. Math. Soc., vol. 22,‎ 1969, p. 407–413 (DOI 10.1090/s0002-9939-1969-0244310-2, MR 0244310)
- (en) « Groups in which each element commutes with its endomorphic images », Proc. Amer. Math. Soc., vol. 27,‎ 1971, p. 236–240 (DOI 10.1090/s0002-9939-1971-0269737-3, MR 0269737)